# 圣神教堂 (锡耶纳)

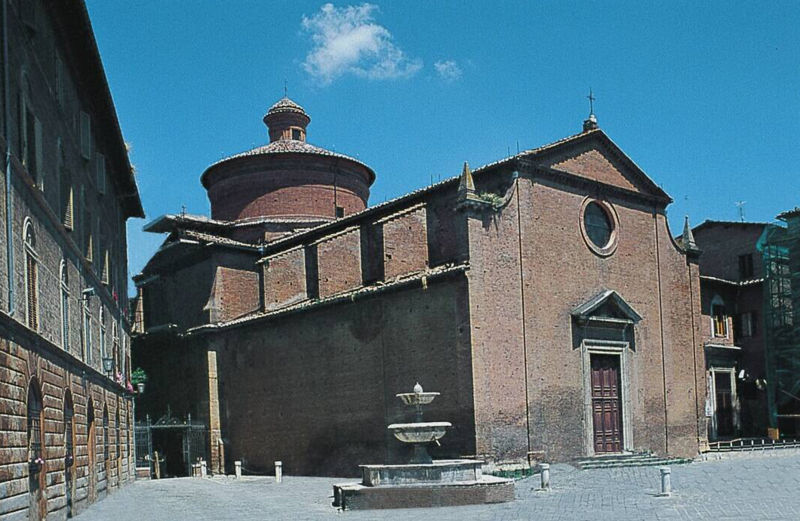
圣神教堂

圣神教堂（Santo Spirito）是意大利托斯卡纳大区锡耶纳的一座教堂，目前的建筑基本上是从1498年至1504年重建。
它有一个显着的文艺复兴时期贝鲁齐设计的大门，内部有众多艺术品，包括西班牙礼拜堂索多马的作品，右侧翼中佛兰切斯克·瓦尼的《圣Hyacinth的奇迹》，卢提里奥·马内提的《四圣徒》等。 